# Бульбин
Бульбин — река в России, протекает по Палласовскому району Волгоградской области.

## География
Устье реки находится в 77 км по правому берегу реки Торгун, в городе Палласовка. Длина реки составляет 11 км.

## Данные водного реестра
По данным государственного водного реестра России относится к Нижневолжскому бассейновому округу, водохозяйственный участок реки — Торгун от истока и до устья. Речной бассейн реки — Волга от верховий Куйбышевского вдхр. до впадения в Каспий.
Код объекта в государственном водном реестре — 11010002112112100011273.